# أنطون ويلهلم أمو
أنطون ويلهلم أمو (بالإنجليزية: Anton Wilhelm Amo) هو فيلسوف وكاتب غاني، ولد في 1703 في اكسيم في غانا، وتوفي في 1784 في غانا. يعتبر أول فيلسوف ألماني من أصول أفريقية. درس في مدينة هاله Halle شرق ألمانيا والتي كانت آنذاك جامعة مرموقة. لكنه انتقل جامعة فيتنبيرغ لاحقا وحصل هناك على الدكتوراه.

## وصلات خارجية
- أنطون ويلهلم أمو على موقع إن إن دي بي (الإنجليزية)